# Lilly, Eure
 Lilly là một xã thuộc tỉnh Eure trong vùng Normandie miền bắc nước Pháp.